# UPW No Limits Championship
L'UPW No Limits Championship, nato come NWA Upstate No Limits Championship e promosso anche come NWA New York No Limits Championship, è un titolo promosso dalla federazione Upstate Pro Wrestling, fino al 2013 associata alla National Wrestling Alliance (NWA).

## Albo d'oro
| Legenda  |                                                                               |
| -------- | ----------------------------------------------------------------------------- |
| #        | Indica il numero del regno titolato                                           |
| Regno    | Viene indicato il numero del regno del campione                               |
| Data     | La data in cui il titolo è stato vinto                                        |
| Località | Indica il luogo in cui il titolo è stato vinto                                |
| Note     | Indica notizie particolari riguardanti i cambi di titolo o altre informazioni |

| #  | Campione         | Regno | Data              | Giorni | Località            | Evento                               | Note | Fonti  |
| -- | ---------------- | ----- | ----------------- | ------ | ------------------- | ------------------------------------ | --- | ------ |
| 1  | Kevin Dunn       | 1     | 18 dicembre 2004  | 147    | Webster, New York   | X-Max Chaos                          | In un 4-way match per decretare il campione inaugurale del NWA Upstate No Limits Championship, sconfiggendo Freddie Midnight, Primo Scardino e D to the Icky.                                                    | [ 2 ]  |
| 2  | Petey Williams   | 1     | 14 maggio 2005    | 168    | Rochester, New York | Spring Fling                         | | [ 3 ]  |
| —  | Vacante          | —     | 29 ottobre 2005   | —      | —                   | —                                    | Il titolo fu reso vacante per motivi non noti. |        |
| 3  | D to the Icky    | 1     | 29 ottobre 2005   | 105    | Rochester, New York | Monster's Brawl                      | In un 5-way match per riassegnare il titolo, sconfiggendo Charisma, Gabe Saint, Colin Olsen, Marc Krieger e Freddy Midnight.                                                                                     | [ 4 ]  |
| 4  | John McChesney   | 1     | 11 febbraio 2006  | 238    | Rochester, New York | February Fallout                     | In un 3-way match a cui prendeva parte anche Hornet. | [ 5 ]  |
| 5  | Cheech           | 1     | 7 ottobre 2006    | 588    | Henrietta, New York | Monster's Brawl                      | | [ 6 ]  |
| 6  | Gabe Saint       | 1     | 17 maggio 2008    | 308    | Henrietta, New York | Anniversary Anarchy IV               | | [ 7 ]  |
| 7  | Mo Mantha        | 1     | 21 marzo 2009     | 168    | Rochester, New York | March Meltdown                       | Il 1° luglio 2009 il titolo cambiò nome in NWA New York No Limits Championship, seguendo il cambio di denominazione della federazione.                                                                           | [ 8 ]  |
| 8  | Dewey Van Dam    | 1     | 5 settembre 2009  | 154    | Rochester, New York | Beatdown                             | | [ 9 ]  |
| 9  | Spazz            | 1     | 6 febbraio 2010   | 203    | Rochester, New York | February Fallout                     | In un 4-way match a cui prendevano parte anche Dicky Harter e Kyle McCloud. | [ 10 ] |
| 10 | Richard Venice   | 1     | 28 agosto 2010    | 112    | Rochester, New York | Flyin High                           | In un 3-way match a cui prendeva parte anche Cloudy. | [ 11 ] |
| 11 | Rob Sweet        | 1     | 18 dicembre 2010  | 252    | Rochester, New York | Corporate Holiday                    | In un 8-way match a cui prendevano parte anche Dicky Harter, Spazz, Nick Ando, Soundcheck Sully, Mo Mantha e Ice.                                                                                                | [ 12 ] |
| 12 | Ice              | 1     | 27 agosto 2011    | 385    | Rochester, New York | Flyin High                           | | [ 13 ] |
| 13 | Ron Falco        | 1     | 15 settembre 2012 | 245    | Rochester, New York | House show                           | |        |
| 14 | Coconut Jones    | 1     | 18 maggio 2013    | 77     | Rochester, New York | House show                           | Nel giugno 2013 la federazione ha terminato la sua affiliazione con la National Wrestling Alliance, cambiando nome in Upstate Pro Wrestling, con il titolo che è stato rinominato in UPW No Limits Championship. |        |
| 15 | Nick Ando        | 1     | 3 agosto 2013     | 49     | Perry, New York     | House show                           | |        |
| 16 | Kevin Dunn       | 2     | 21 settembre 2013 | 178    | Rochester, New York | House show                           | |        |
| 17 | Gabreal Saint    | 1     | 18 marzo 2014     | 298    | Rochester, New York | House show                           | |        |
| 18 | Mattick          | 1     | 10 gennaio 2015   | 63     | Rochester, New York | WrestleBowl                          | | [ 14 ] |
| —  | Vacante          | —     | 14 marzo 2015     | —      | —                   | —                                    | Mattick rese il titolo vacante in seguito ad un infortunio. |        |
| 19 | Millman          | 1     | 9 maggio 2015     | 0      | Rochester, New York | Anniversary Anarchy 12               | In un 4-way match per riassegnare il titolo, sconfiggendo Colin Delaney, Gabreal Saint e Nick Ando. | [ 15 ] |
| 20 | Mattick          | 2     | 9 maggio 2015     | 490    | Rochester, New York | Anniversary Anarchy 12               | Durante quest regno Mattick vinse anche l'UPW Heavyweight Championship. | [ 15 ] |
| —  | Vacante          | —     | 6 agosto 2016     | —      | —                   | —                                    | Mattick rese il titolo vacante per potersi concentrare sulla difesa dell'UPW Heavyweight Championship. |        |
| 21 | Dick Justice     | 1     | 10 settembre 2016 | 301    | Rochester, New York | House show                           | In un torneo per riassegnare il titolo vacante, sconfiggendo in finale Josh Alexander, Nick Ando e Scotty O'Shea.                                                                                                |        |
| 22 | Carter Mason     | 1     | 8 luglio 2017     | 398    | Rochester, New York | Red, White & Bruised                 | | [ 16 ] |
| —  | Vacante          | —     | 10 agosto 2018    | —      | —                   | —                                    | Mason rese il titolo vacante in seguito ad un infortunio. |        |
| 23 | Colin Delaney    | 1     | 11 agosto 2018    | 154    | Webster, New York   | Headlocks & Homeruns                 | In uno spareggio per riassegnare il titolo vacante contro Jay Freddie. | [ 17 ] |
| 24 | Bam Bam          | 1     | 12 gennaio 2019   | 63     | Rochester, New York | WrestleBowl                          | | [ 18 ] |
| 25 | Akasha Blaque    | 3     | 16 marzo 2019     | 301    | Rochester, New York | March Meltdown                       | In un 5-way match in cui erano coinvolti anche Matt Wolf, Jordan Brown e Krist Worthless. Akasha Blaque era già stato campione con il nome di Gabreal Saint.                                                     | [ 19 ] |
| 26 | Keenan Moore     | 1     | 11 gennaio 2020   | 897    | Rochester, New York | WrestleBowl                          | | [ 20 ] |
| 27 | Price Purgold    | 1     | 26 giugno 2022    | 17     | Rochester, New York | It's Not Personal It's Just Business | In un 3-way match in cui era coinvolto anche Mattick. | [ 21 ] |
| 28 | Mattick          | 3     | 13 luglio 2022    | 11     | Penn Yan, New York  | Big Trouble in Little Penn Yan       | | [ 22 ] |
| 29 | Price Purgold    | 2     | 24 luglio 2022    | 175    | Rochester, New York | American Blood                       | | [ 23 ] |
| 30 | Adrian Alvarez   | 1     | 15 gennaio 2023   | 56     | Rochester, New York | WrestleBowl                          | | [ 24 ] |
| 31 | J.C. Money       | 1     | 12 marzo 2023     | 118    | Rochester, New York | Winding Road                         | In un 6-way match in cui erano coinvolti anche Akasha Blaque, H.C. Loc, Julio Diamante e Lucian Gray. | [ 25 ] |
| 32 | Akasha Blaque    | 4     | 8 luglio 2023     | 190    | Rochester, New York | Red, White & Bruised                 | | [ 26 ] |
| 33 | Victor Lord      | 1     | 14 gennaio 2024   | 118    | Rochester, New York | WrestleBowl                          | | [ 27 ] |
| 34 | Rysk             | 1     | 11 maggio 2024    | 147    | Greece, New York    | Anniversary Anarchy XXI              | | [ 28 ] |
| 35 | Victor Lord      | 2     | 5 ottobre 2024    | 154    | Henrietta, New York | Business as Usual                    | | [ 29 ] |
| 36 | Lotto            | 1     | 8 marzo 2025      | 63     | Henrietta, New York | March Meltdown                       | | [ 30 ] |
| 37 | Maximo Suave     | 1     | 10 maggio 2025    | 63     | Henrietta, New York | Anniversary Anarchy 22               | | [ 31 ] |
| 38 | Samson Alexander | 1     | 12 luglio 2025    | 3+     | Henrietta, New York | Upstate 8                            | | [ 32 ] |